# Banco Comercial del Congo
El Banco Comercial del Congo (en francés: Banque Commerciale du Congo; BCDC) fue el principal banco privado de la República Democrática del Congo. 
Sucesor del Banco del Congo Belga (fundado en 1909), se estableció formalmente en 1960 y desde entonces tuvo múltiples nombres. En 2020 fue comprado por Equity Group Holdings, que lo fusionó con el Equity Bank Congo (EBC) para conformar el Equity Banque Commerciale du Congo.

## Historia
Ante la inminente independencia del Congo Belga en 1960, el Banco del Congo Belga (BCB), establecido en 1909, dividió sus operaciones comerciales, quedando sus negocios en la República del Congo quedaron a cargo del BCB renombrado como Banque du Congo (BDC), establecido el 24 de agosto de 1960.
Al mismo tiempo, aceleró el ascenso de los africanos nativos dentro de su personal, aumentando su participación en la administración del 10 por ciento a principios de 1960 al 30 por ciento a principios de 1961, hasta alcanzar más del 40 por ciento a finales de 1963. Esto ayudó al BDC a reabrir a principios de 1964 todas las sucursales que tuvieron que cerrar en los años anteriores durante la crisis del Congo.: VI 
A finales de 1963, Morgan Guaranty International Banking Corporation, una filial de Morgan Guaranty, adquirió una participación minoritaria en el BDC y en 1965 permitió al Estado congoleño convertirse también en accionista minoritario mediante una ampliación de capital.: VI, VII  A principios de 1970, el BDC se convirtió en accionista fundador de la recién creada Société Congolaise de Financement et de Dévéloppement, conocida como Socofide.: IX 
El BDC pasó a llamarse Banque Commerciale Zaïroise (BCZ) cuando el nombre del país se cambió a Zaire en 1971. En 1987 todavía era, con diferencia, el banco más grande del país, por delante de la Société Congolaise de Banque (entonces denominada "Banque du Peuple") y la Union Zaïroise de Banques. Con el colapso de la economía del país y el inicio de la Primera Guerra del Congo en 1996, el banco redujo drásticamente el tamaño de sus actividades. Su nombre fue cambiado nuevamente a finales de 1997, a Banque Commerciale Du Congo (BCDC), nombre que anteriormente había utilizado la filial de banca comercial del BCB entre 1911 y 1952..
En 2004, aprovechando la mejora del clima sociopolítico y la posterior recuperación económica, el BCDC redistribuyó su red en todo el país y adaptó su organización comercial, convirtiéndose en un banco de referencia en la República Democrática del Congo, al estar activo en todo el país. A diciembre de 2009, la familia de George Forrest compró las acciones de BCDC a través de la Belgolaise, de BNP Paribas, y aumentó así su participación en el banco del 11,55% al 55,66%.
A finales de 2016, el banco reportó utilidades por 11 millones de dólares estadounidenses antes de impuestos, siendo el ingreso más alto en 15 años. En 2017, BCDC operaba veintitrés sucursales en diecisiete ciudades de la República Democrática del Congo, incluidas 10 en Kinshasa, 4 en la antigua provincia de Katanga y una en cada una de las siguientes ciudades: Aru, Beni, Boma, Bukavu, Bunia, Butembo, Durba, Goma, Kananga, Kimpese, Kisangani, Lukala, Matadi, Mbuji-Mayi e Isiro.
El 9 de septiembre de 2019, Equity Group Holdings, con sede en Kenia, anunció que había adquirido una participación mayoritaria en el BCDC de manos de Forrest. En diciembre de 2020, después de recibir la aprobación regulatoria de los reguladores de la República Democrática del Congo, Equity Group comenzó el proceso de fusionar el BCDC con su filial local existente, el Equity Bank Congo (EBC), para formar Equity Banque Commerciale du Congo (Equity BCDC), con Equity Group manteniendo una participación del 77,5 por ciento en la entidad fusionada.

## Galería

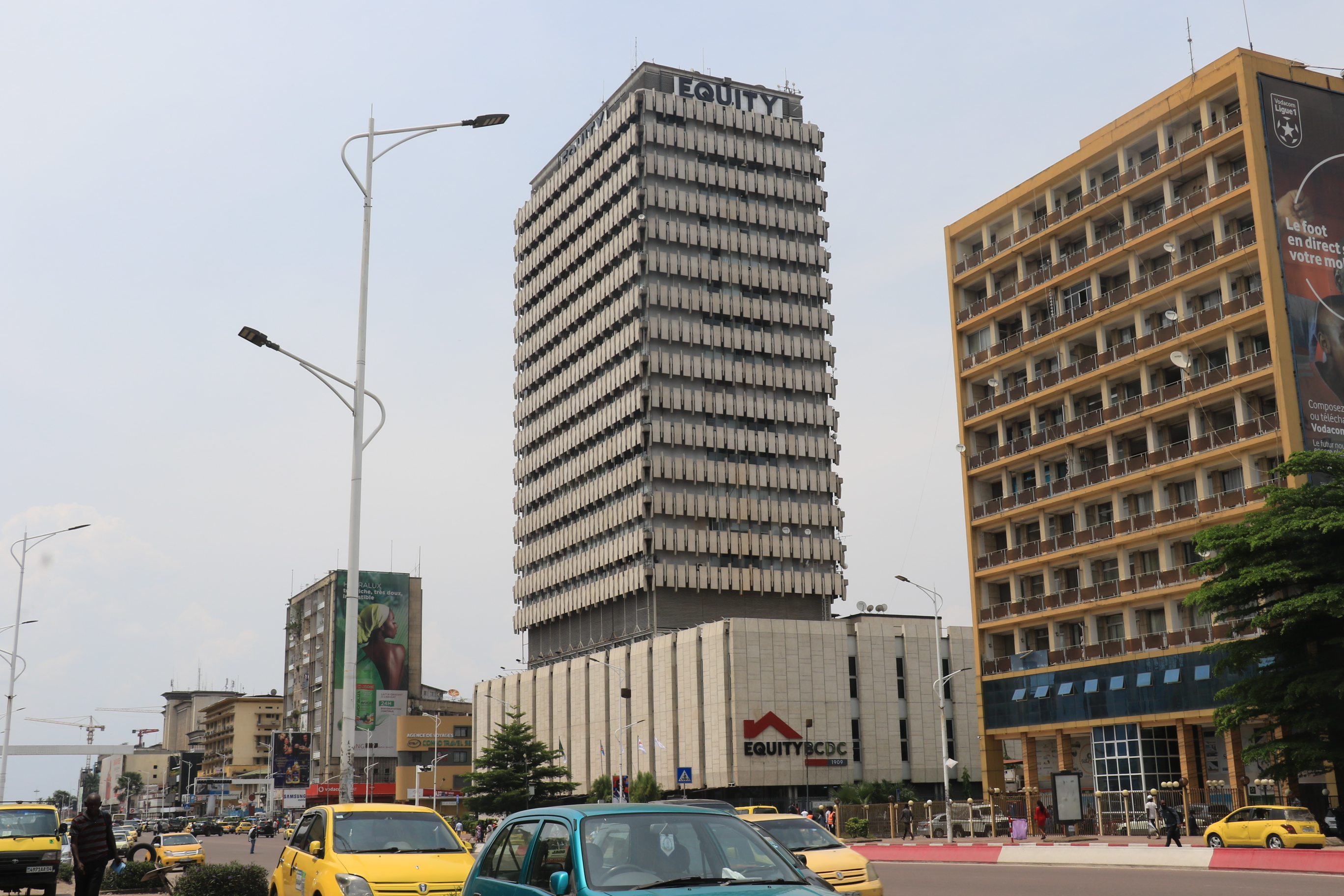
Edificio de oficinas centrales en Kinsasa, terminado en 1975
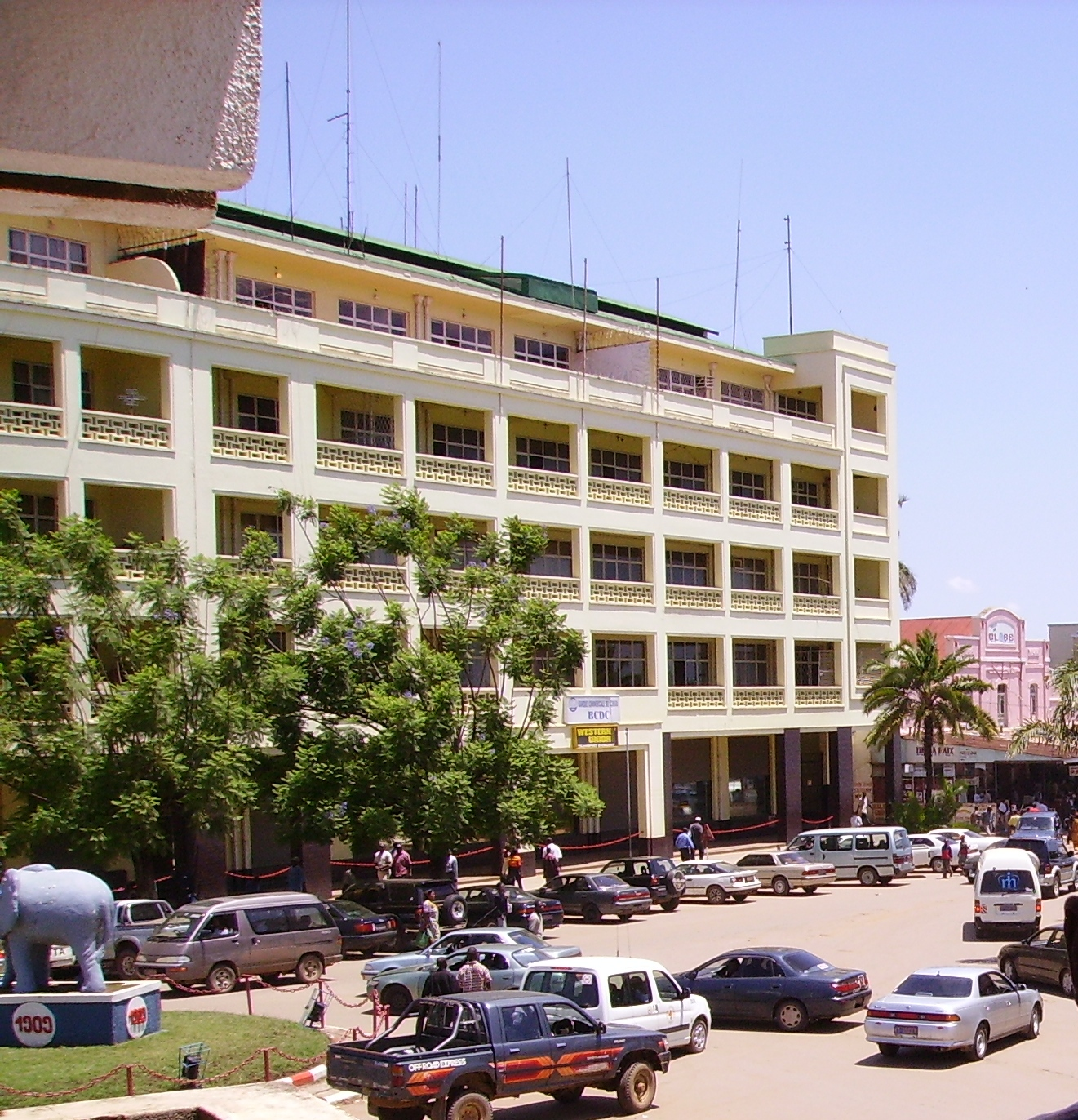
Sucursal en Lubumbashi (2008)
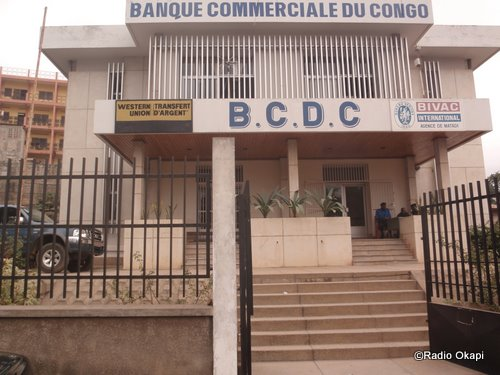
Sucursal en Matadi (2020)